# Выборы президента Республики Татарстан (2015)
Очередные выборы президента Республики Татарстан состоялись в Республике Татарстан 13 сентября 2015 года в единый день голосования.
На 1 января 2015 года в Республике Татарстан было зарегистрировано 2 932 564 избирателей

## Ход событий

### Ключевые даты
- 10 июня Госсовет Татарстана назначил выборы на единый день голосования — 13 сентября 2015 года
  - следующие 3 дня — опубликование расчёта числа подписей, необходимых для регистрации кандидата
  - следующие 30 дней — период выдвижения кандидатов
  - агитационный период начинается со дня выдвижения кандидата и прекращается за одни сутки до дня голосования
- с начала июля по начало августа — регистрация заявлений кандидатов в избирательной комиссии. К заявлениям должны прилагаться листы с подписями муниципальных депутатов.
- 12 сентября — день тишины
- 13 сентября — день голосования

## Выдвижение и регистрации кандидатов

### Право выдвижения
Президентом республики может быть избран гражданин Российской Федерации, достигший возраста 30 лет. Одно и то же лицо не может занимать должность президента Республики Татарстан более двух сроков подряд.
В Республике Татарстан кандидаты выдвигаются только политическими партиями, имеющими в соответствии с федеральными законами право участвовать в выборах.
У кандидата не должно быть гражданства иностранного государства либо вида на жительство в какой-либо иной стране.

### Муниципальный фильтр
1 июня 2012 года вступил в силу закон, вернувший прямые выборы глав субъектов Российской Федерации. Однако был введён так называемый муниципальный фильтр. Всем кандидатам на должность главы субъекта РФ (как выдвигаемых партиями, так и самовыдвиженцам), согласно закону, требуется собрать в свою поддержку от 5 % до 10 % подписей от общего числа муниципальных депутатов и избранных на выборах глав муниципальных образований, в числе которых должно быть от 5 до 10 депутатов представительных органов муниципальных районов и городских округов и избранных на выборах глав муниципальных районов и городских округов. Муниципальным депутатам представлено право поддержать только одного кандидата.
В Республике Татарстан кандидаты должны собрать подписи 5 % муниципальных депутатов и глав муниципальных образований. Среди них должны быть подписи депутатов районных и городских советов и (или) глав районов и городских округов в количестве 5 % от их общего числа. Кроме того, кандидат должен получить подписи не менее чем в трёх четвертях районов и городских округов, то есть в 34 из 45.
10 июня 2015 года республиканский избирком опубликовал расчёт количества необходимых подписей. Так кандидат должен собрать от 386 до 405 подписей. Из них от 96 до 100 подписей должны принадлежать депутатам и избранным главам городского или районного уровня и должны быть собраны не менее чем в 34 муниципальных образованиях (в районах или городах).

### Кандидаты в Совет Федерации
С декабря 2012 года действует новый порядок формирования Совета Федерации. Так каждый кандидат на должность президента Республики Татарстан при регистрации должен представить список из трёх человек, первый из которых, в случае избрания кандидата на должность главы, станет сенатором в Совете Федерации от правительства региона.

## Кандидаты
| Кандидат              | Должность (на момент выдвижения) | Партия              | Статус           | Кандидаты в Совет Федерации |
| --------------------- | --- | ------------------- | ---------------- | --------------------------- |
| Рушания Бильгильдеева | председатель правления Татарстанской региональной общественной организации по защите прав потребителей «Справедливое ЖКХ»                  | Справедливая Россия | зарегистрирована | Закарий Мингазов            |
| Рушания Бильгильдеева | председатель правления Татарстанской региональной общественной организации по защите прав потребителей «Справедливое ЖКХ»                  | Справедливая Россия | зарегистрирована | Марат Зиганшин              |
| Рушания Бильгильдеева | председатель правления Татарстанской региональной общественной организации по защите прав потребителей «Справедливое ЖКХ»                  | Справедливая Россия | зарегистрирована | Альмир Михеев               |
| Рустам Минниханов     | врио президента Республики Татарстан | Единая Россия       | зарегистрирован  | Марат Ахметов               |
| Рустам Минниханов     | врио президента Республики Татарстан | Единая Россия       | зарегистрирован  | Сергей Батин                |
| Рустам Минниханов     | врио президента Республики Татарстан | Единая Россия       | зарегистрирован  | Олег Морозов                |
| Хафиз Миргалимов      | заместитель председателя Комитета Государственного Совета Республики Татарстан по государственному строительству и местному самоуправлению | КПРФ                | зарегистрирован  | Валентин Кострин            |
| Хафиз Миргалимов      | заместитель председателя Комитета Государственного Совета Республики Татарстан по государственному строительству и местному самоуправлению | КПРФ                | зарегистрирован  | Александр Шаповал           |
| Хафиз Миргалимов      | заместитель председателя Комитета Государственного Совета Республики Татарстан по государственному строительству и местному самоуправлению | КПРФ                | зарегистрирован  | Алексей Серов               |
| Руслан Юсупов         | первый заместитель директора ООО «Байлык № 3»                                                                                              | ЛДПР                | зарегистрирован  | Марат Хисамутдинов          |
| Руслан Юсупов         | первый заместитель директора ООО «Байлык № 3»                                                                                              | ЛДПР                | зарегистрирован  | Надежда Закамская           |
| Руслан Юсупов         | первый заместитель директора ООО «Байлык № 3»                                                                                              | ЛДПР                | зарегистрирован  | Владислав Люлин             |

## Итоги выборов
В выборах приняли участие 2 443 582 человека, таким образом явка избирателей составила 84,07 %.
| Явка избирателей                                      | Явка избирателей                                      | Явка избирателей | Явка избирателей |
| ----------------------------------------------------- | ----------------------------------------------------- | ---------------- | ---------------- |
| Число избирателей, включённых в список избирателей    | Число избирателей, включённых в список избирателей    | 2 906 600        | 100 %            |
| Из них приняли участие в выборах                      | Из них приняли участие в выборах                      | 2 443 582        | 84,07 %          |
| Из принявших участие в выборах проголосовали досрочно | Из принявших участие в выборах проголосовали досрочно | 119 126          | 4,88 %           |
| Процент испорченных бюллетеней                        |                                                       |                  |                  |
| Действительных бюллетеней                             | Действительных бюллетеней                             | 2 430 118        | 99,45 %          |
| Недействительных бюллетеней                           | Недействительных бюллетеней                           | 13 464           | 0,55 %           |
| Распределение голосов:                                |                                                       |                  |                  |
| 1.                                                    | Рустам Минниханов                                     | 2 306 844        | 94,40 %          |
| 2.                                                    | Хафиз Миргалимов                                      | 62 542           | 2,56 %           |
| 3.                                                    | Рушания Бильгильдеева                                 | 40 954           | 1,68 %           |
| 4.                                                    | Руслан Юсупов                                         | 19 778           | 0,81 %           |
| Число действительных (учтённых) бюллетеней            | Число действительных (учтённых) бюллетеней            | 2 430 118        | 100 %            |

Выборы выиграл врио президента Республики Татарстан Рустам Минниханов, набравший 94,40 % голосов избирателей.. 18 сентября он вступил в должность и в тот же день назначил сенатором от правительства Республики Татарстан Олега Морозова, бывшего вице-спикера Госдумы и бывшего начальника управления внутренней политики президента России. О выборе кандидатуры Морозова, который был третьим в списке, Рустам Минниханов сообщил лишь 15 сентября, после торжественной церемонии вручения ему удостоверения президента Татарстана. Ранее правительство Татарстан в Совете Федерации представлял Сергей Батин.